# Satra III

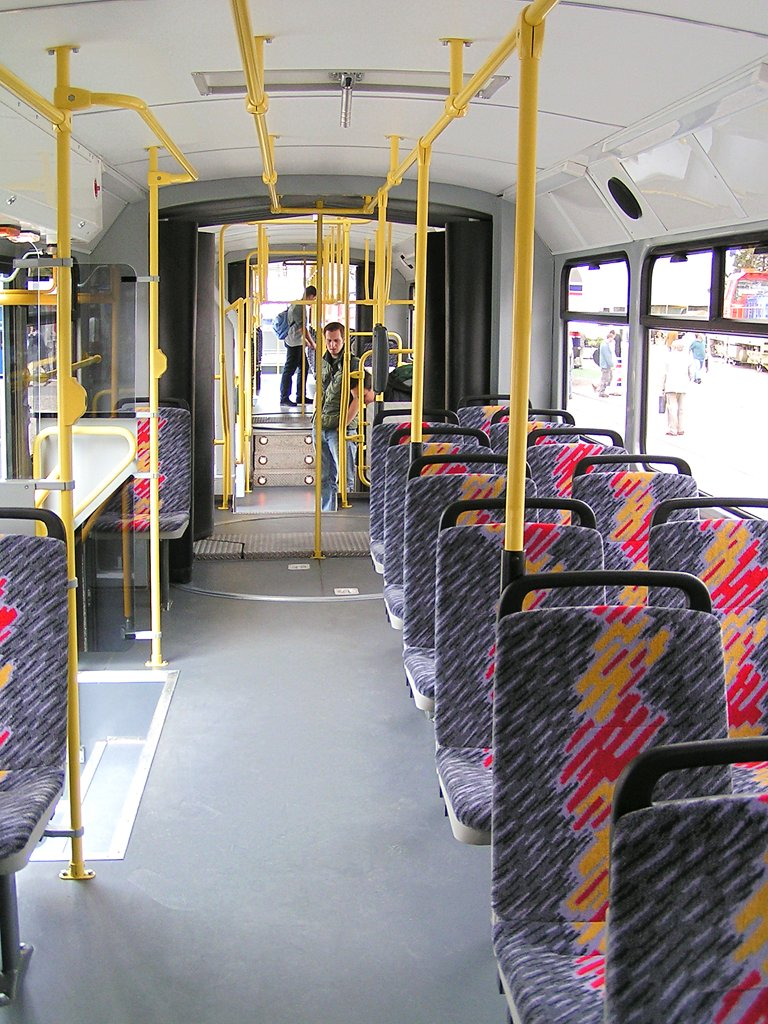
Interiér tramvaje Satra III

Satra III (název vychází z bosenského označení „SArajevski TRAmvaj“) je tříčlánková, částečně nízkopodlažní tramvaj provozovaná v Sarajevu místním dopravním podnikem JKP GRAS Sarajevo. Vozidlo vzniklo modernizací starších tramvají Tatra K2 vyráběných v Československu, první tramvaj byla modernizována v roce 2004.

## Historické pozadí
Po dodání první tramvaje Satra II do Sarajeva v roce 1998 byla roku 2001 mezi sarajevským dopravním podnikem a firmami Pars nova Šumperk a Siemens AG podepsána smlouva na modernizaci 37 tramvají K2, ze kterých vzniklo 25 vozů Satra II a 12 vozů Satra III. První tramvaj Satra III byla společně s druhým vozem Satra II do Sarajeva dodána v roce 2004.

## Modernizace
Tramvaj Satra III technicky vychází z obdobných modernizací, při kterých byly brněnské vozy K2 přestavěny na typ Tatra K3R-N. Největší změnou je vložení nového třetího, nízkopodlažního článku mezi dva články původní, vysokopodlažní. Při této přestavbě jsou zároveň oba krajní články kompletně opraveny, střední článek byl vyroben nově ve firmě Pars nova. V jeho dveřích je instalována výsuvná nájezdová plošina pro kočárky a invalidní vozíky. Na tramvaj jsou rovněž osazena laminátová čela s novým designem od Patrika Kotase. Interiér vozidla je modernizován, původní sedačky jsou nahrazeny polstrovanými, okna jsou determální s horní výklopnou částí, nové jsou dvoukřídlé výklopné dveře s poptávkovým otvíráním cestujícími. Novinkou je také elektronický optický a akustický informační systém pro cestující. Upravena byla i kabina řidiče (nová sedačka, rekonstrukce ovládacího pultu, klimatizace), řízení tramvaje bylo změněno z pedálového na ruční řadič.
Podvozky tramvaje byly repasovány, byl osazen nový polopantograf, brzdový odporník byl přemístěn na střechu. Původní stejnosměrné trakční motory byly přestavěny na asynchronní, z osmi náprav motory pohání krajní čtyři (první a poslední dvounápravový podvozek), ostatní nápravy jsou běžné. Elektrická výzbroj ČKD UA12 byla nahrazena novou střídavou výzbrojí Siemens.

## Provoz tramvají Satra III
| Současný stát       | Provoz   | Článek | Typ       | Roky modernizací | Počet vozů | Poznámky |
| ------------------- | -------- | ------ | --------- | ---------------- | ---------- | -------- |
| Bosna a Hercegovina | Sarajevo | článek | Satra III | 2004–201?        | 12 kusů    |          |

Prototypový vůz Satra III vznikl přestavbou vyřazené brněnské tramvaje K2 č. 1104 v dílnách Pars nova v roce 2004. Tramvaj měla premiéru na Mezinárodním strojírenském veletrhu v Brně v září 2004, v Sarajevu byla označena číslem 601. Modernizace dalších vozů probíhá, podobně jako u tramvaje Satra II, již v sarajevském dopravním podniku pomocí dodaných dílů (včetně nového středního článku) od firem Pars nova a Siemens. V tomto případě se již jedná o původní sarajevské vozy K2. V roce 2008 jezdily již čtyři tramvaje Satra III do čísla 604.